# 根岸飛行場

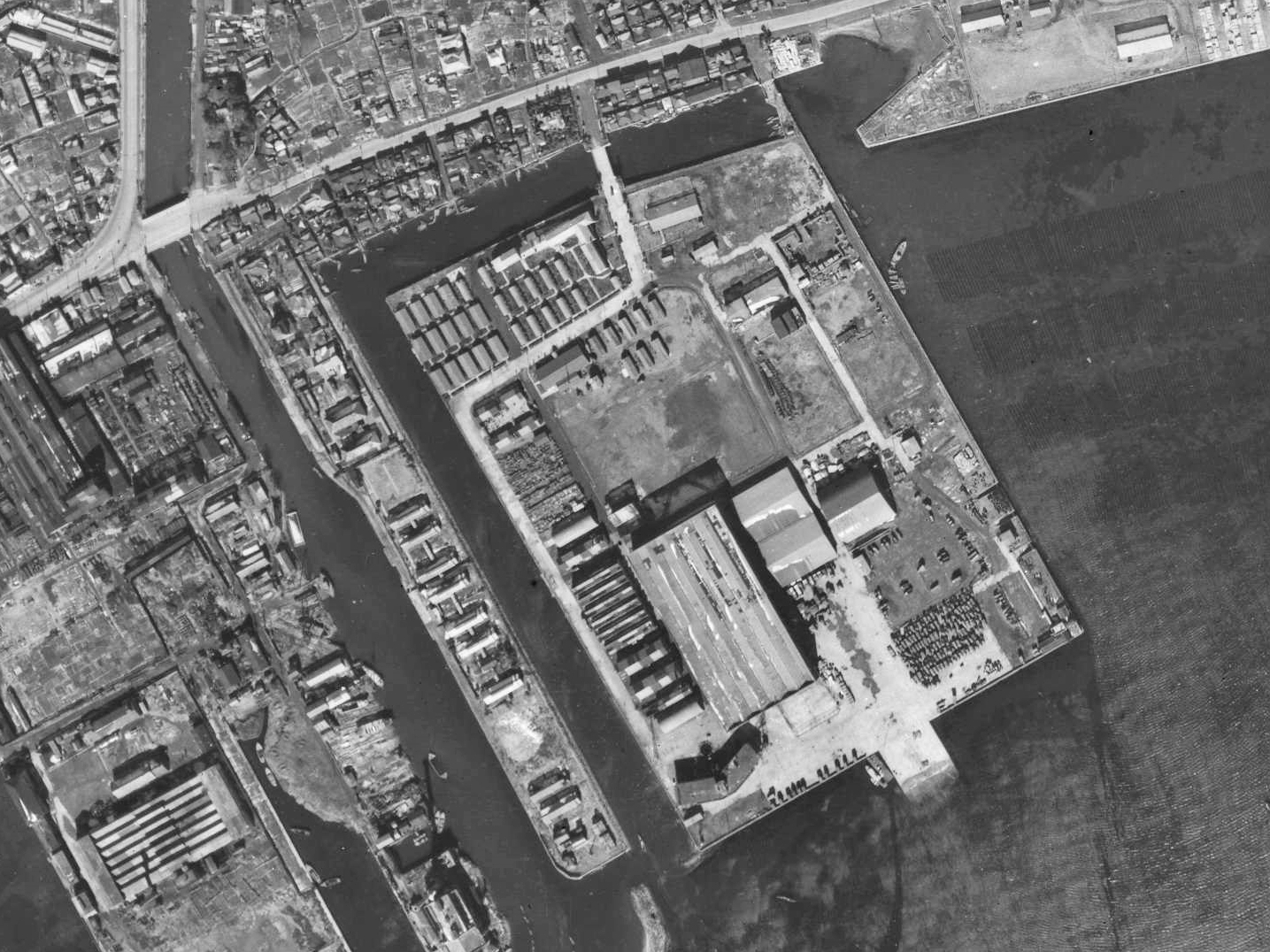
第十一横浜水上基地（根岸飛行場）跡地（1947年）

根岸飛行場（ねぎしひこうじょう）は、かつて神奈川県横浜市磯子区芝生町（現 鳳町、原町・西町の南部分の一部）にあった、日本初の飛行艇専用の民間飛行場。正式名称は、大日本航空横浜水上飛行場。

## 概要
1940年(昭和15年)、大日本航空により開設された。同じ横浜市の金沢区にあった海軍横浜航空隊横浜基地（同様に飛行艇専用）に対して、当飛行場は横浜水上飛行場とも呼ばれた。
敷地は埋め立て地であるが、既存の海岸線に接続するのではなく、四角い人工島であった。人工島の大きさは、東西約300ｍ、南北約400メートルあった。北側と西側が鳳運河（幅は約36ｍ、延長944ｍ。現・磯子区原町14および西町17の一部）であり、東側と南側は根岸湾だった。陸と人工島は、鳳橋でつながれていた。
広さは約2万坪とされる。格納庫は九七式飛行艇を8機もしくは12機収容可能という大規模なものだった。ターミナルビルは1階が接客設備（待合室・食堂）、2階は飛行場関係者のスペース（所長室・通信室）があり、屋上にガラスで覆われた管制室があった。敷地の南端には飛行艇昇降用の斜路（長さ90メートル、幅40メートル）があり、海面（根岸湾）と往来できた。飛行艇は海面で離着水するので、滑走路はない。
川西航空機製の九七式飛行艇による、横浜 - サイパン - パラオ間を結ぶ定期航空路（週2便）の基地として使用された。航空路は、サイパンを経由してトラック（現・チューク諸島）、ポナペ、ヤルートまで伸びており、所要時間の一覧表もあった。1940年（昭和15年）3月6日に一番機が発進し、横濱貿易新報（神奈川新聞の前身）にも報じられている。
運行開始当初は通常の民間利用があった（急病人輸送を含む）ものの、大日本航空自体は国が設立した特殊法人だったため、太平洋戦争が始まるころには軍の偵察目的にも利用された。特別攻撃隊要員を輸送したことが、当時の搭乗員が残した手帳に記されている。
敗戦後の1945年9月に台湾に紙幣を送るための飛行艇が発着（9月9日出発、同13日帰着）したのを最後に、日本を占領下に置いた米軍に接収された。

## 跡地
飛行場の北西の部分は横浜プールセンター、北東の部分は横浜市立根岸中学校になっている。南の部分はENEOS根岸製油所である。製油所の現地見学はできず、関係者以外は立入禁止である。横浜プールセンターは営業期間中であれば入場できる。
横浜プールセンター入口交差点に「根岸飛行場跡」と記された説明プレートがある。

## 交通情報
横浜プールセンターまで
- JR根岸線 根岸駅から徒歩9分。
- 横浜市営バス「プールセンター前」から徒歩2分。

## その他
- 映画『南海の花束』（東宝、1942年作）‐ 大日本航空の協力の下、九七式飛行艇が根岸湾で離着水するシーンが登場する[11]。ちなみに特撮は円谷英二が担当している。